# Go Jun
Kim Joon-ho (Hangul: 김준호) mejor conocido artísticamente como Go Jun (Hangul: 고준), es un actor surcoreano.

## Biografía
Comenzó a estudiar cine en el Instituto de las Artes de Seúl, sin embargo lo abandonó.

## Carrera
Debutó en 2001 con la película Wanee and Junah. Aunque ha sabido interpretar toda clase de personajes, los directores lo han elegido a menudo para papeles de villano, tanto en cine como en televisión.
En el 2010 apareció en la serie Big Thing donde interpretó al asesino Hwang Jae-man.
En marzo de 2015, coincidiendo con la firma de un contrato con la agencia Four Earth Entertainment, adoptó el nombre artístico de Go Jun.
En julio del 2016 se unió al elenco recurrente de la serie surcoreana The Good Wife donde dio vida a Jo Gook-hyun, un representante del desarrollo de acero que está relacionado con el soborno del abogado Lee Tae-joon (Yoo Ji-tae).
En febrero del 2017 se unió al elenco de la serie Misty donde interpretó a Lee Jae-yeong, un golfista profesional y el esposo de Seo Eun-joo (Jeon Hye-jin).
En agosto del mismo año se unió al elenco recurrente de la serie Save Me donde dio vida a Cha Joon-goo, un residente de Muji.
En 2019, su trabajo con el personaje del astuto gánster Hwang Cheol-bum en The Fiery Priest supuso un aumento importante de popularidad. Para él, un probable motivo de que se hiciera popular el personaje de un villano es que «la época de distinguir entre el bien y el mal ha terminado [...] Creo que hubo un punto en el que el público sintió que Cheol-bum no era necesariamente algo malo». En todo caso, el actor sentía un cierto encasillamiento en este tipo de papeles e intentaba ampliar su espectro de personajes.
El 13 de mayo del 2020 se unió al elenco principal de la serie Oh, mi bebé, donde dio vida a Han Yi-sang, un fotógrafo independiente que termina enamorándose de Jang Ha-ri (Jang Na-ra), hasta el final de la serie el 2 de julio del mismo año.
El 2 de diciembre del mismo año se unió al elenco principal de la serie If You Cheat, You Die, donde interpretó a Han Woo-sung, hasta el final de la serie el 28 de enero de 2021.
En los primeros años veinte Go Jun se fue a vivir a Estados Unidos, donde tenía el proyecto de trabajar en Hollywood. Para ello había dedicado varios años a estudiar inglés, aunque no quería debutar allí hasta que su dominio de esta lengua fuera lo bastante bueno. Aparte de su faceta de actor, participó asimismo como artista plástico en la exposición SoHo's Got Seoul, en la Park West Gallery de Nueva York. Todo ello provocó un alejamiento de la industria del espectáculo surcoreana, agravado por una operación de rodilla que le impidió trabajar durante la larga rehabilitación.
En agosto de 2022 firmó un contrato de representación exclusiva con la agencia Saram Entertainment.

## Filmografía

### Series de televisión
| Año     | Título                 | Papel                     | Canal   | Notas                      | Ref.          |
| ------- | ---------------------- | ------------------------- | ------- | -------------------------- | ------------- |
| 2010    | Dr. Champ              | Chang-soo                 | SBS     |                            |               |
| 2010    | King of Ambition       | Asesino                   | SBS     |                            |               |
| 2010    | Big Thing              | Hwang Jae-man             |         |                            |               |
| 2016    | The Good Wife          | Jo Gook-hyun              | tvN     |                            |               |
| 2017    | Save Me                | Cha Joon-goo              | OCN     |                            |               |
| 2018    | Misty                  | Lee Jae-yeong / Kevin Lee | JTBC    |                            |               |
| 2018    | A Very Midday Romance  | Lee Pil-yong              | KBS2    | Drama Special, un episodio |               |
| 2019    | The Fiery Priest       | Hwang Cheol-bum           | SBS     | Protagonista               | [ 2 ] [ 7 ]   |
| 2020    | Oh, mi bebé            | Han I-sang                | tvN     | Protagonista, 16 episodios | [ 16 ]        |
| 2020-21 | Cheat on Me If You Can | Han Woo-sun               | KBS2    | Protagonista, 16 episodios |               |
| 2022    | Kiss Sixth Sense       | Compañero de Oh Ji-yeong  | Disney+ | Serie web, ep. n.º 11      |               |
| 2024    | Black Out              | No Sang-cheol             | MBC     | Protagonista, 14 episodios | [ 17 ] [ 18 ] |
| 2025    | Un chico ejemplar      | Leo                       | JTBC    |                            | [ 19 ]        |

### Cine

#### Como actor
| Año  | Título                 | Hangul            | Papel                | Notas                                 | Ref.   |
| ---- | ---------------------- | ----------------- | -------------------- | ------------------------------------- | ------ |
| 2001 | Wanee and Junah        | 와니와 준하       | Shin Yeong-ho        |                                       |        |
| 2008 | Scandal Makers         | 과속스캔들        | Director             |                                       |        |
| 2009 | Private Eye            | 그림자 살인       | Médico               |                                       |        |
| 2011 | Sunny                  | 써니              | Detective privado    | Aparición especial                    |        |
| 2011 | Sorry, Thanks          | 미안해, 고마워    | Abogado              |                                       |        |
| 2014 | Navigation             | 내비게이션        | Cheol-gyoo           |                                       |        |
| 2014 | Tazza: The Hidden Card | 타짜-신의 손      | Yu-ryeong (fantasma) |                                       |        |
| 2016 | The Great Actor        | 대배우            | Padre de Mi-Ji       | Cameo - adopta el nuevo nombre Go Jun |        |
| 2016 | The Age of Shadows     | 밀정              | Shim Sang-do         |                                       |        |
| 2016 | Luck Key               | 럭키              | Kwon Hee-rak         |                                       |        |
| 2016 | Missing Woman          | 미씽: 사라진 여자 | Jang Jin-hyuk        |                                       |        |
| 2017 | Midnight Runners       | 청년경찰          | Yang-choon           |                                       |        |
| 2018 | What a Man Wants       | 바람바람바람      | Hyo-bong             |                                       |        |
| 2018 | Sunset in My Hometown  | 변산              | Yong-dae             |                                       |        |
| 2023 | Faith                  | 페이스            | A                    | Cortometraje                          | [ 20 ] |

#### Como director
| Año  | Título     | Notas        | Ref.   |
| ---- | ---------- | ------------ | ------ |
| 2013 | The Answer | Cortometraje | [ 21 ] |

### Programas de variedades
| Año  | Título                               | Notas                                            |
| ---- | ------------------------------------ | ------------------------------------------------ |
| 2019 | Happy Together: Season 4             | (ep. 30) - invitado                              |
| 2019 | My Little Old Boy (My Ugly Duckling) | (ep. 141-142) - invitado                         |
| 2019 | Knowing Bros                         | (ep. 179) - invitado                             |
| 2019 | We Will Channel You                  | (ep. "The Fiery Priest Special Show") - invitado |

### Presentador
| Año  | Evento                       | Notas                    |
| ---- | ---------------------------- | ------------------------ |
| 2019 | Soribada Best K-Music Awards | presentador de categoría |

### Teatro
| Año | Título                           | Personaje | Notas |
| --- | -------------------------------- | --------- | ----- |
| -   | 스트립티즈                       | -         |       |
| -   | 그리스                           | -         |       |
| -   | 지하철 1호선                     | -         |       |
| -   | 그 자식 사랑했네                 | -         |       |
| -   | 라이어3                          | -         |       |
| -   | 새들도 세상을 뜨는구나 외 20여편 | -         |       |

## Premios y nominaciones
| Año  | Categoría                                 | Premio                  | Trabajo               | Resultado |
| ---- | ----------------------------------------- | ----------------------- | --------------------- | --------- |
| 2020 | Best Couple Award (junto a Cho Yeo-jeong) | 34th KBS Drama Awards   | If You Cheat, You Die | Ganaron   |
| 2020 | Excellence Award - Actor in a Miniseries  | 34th KBS Drama Awards   | If You Cheat, You Die | Nominado  |
| 2019 | Best Supporting Actor                     | 27th SBS Drama Award    | The Fiery Priest      | Ganó      |
| 2019 | Star of the Year Award                    | 12th Korea Drama Award  | The Fiery Priest      | Ganó      |
| 2019 | Scene-stealer Actor                       | Brand Of The Year Award | -                     | Ganó      |